# Orta oyunu

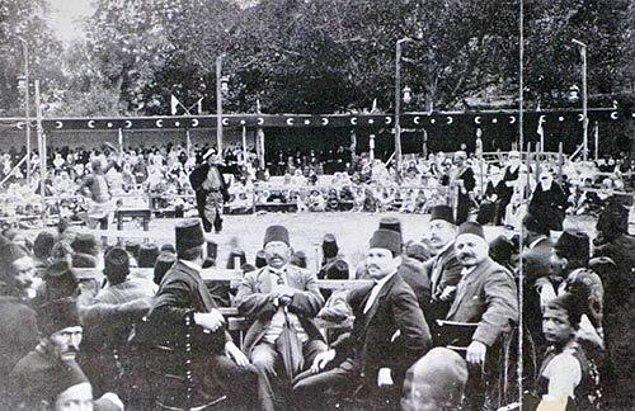
Orta oyunu - tradycyjny turecki teatr.

Orta oyunu (tur. gra pośrodku) – tradycyjny turecki teatr.
Jest bliski konwencji commedia dell’arte. Ma formę otwartą, ale stałe części ramowe, wątki tematyczne i typy postaci. Spektakle odbywały się pod gołym niebem pośrodku placu (orta) otoczonego widzami, żywo ingerującymi w akcję. Na ukształtowanie się formy orta oyunu wpłynęły m.in. tradycje teatru meddaha, teatru cieni karagöz, sztuka soytarı błaznów i klaunów, komedie typu gűldűrű pokazywane podczas szenlików i groteskowe tańce zwane tulumcu. W 1834 nazwa orta oyunu i jego ostateczny kształt zostały ustalone podczas szenliku z okazji wesela córki sułtana Mahmuda II, a w latach 1861-1876, podczas panowania sułtana Abdülaziza, nastąpił rozkwit tej formy teatru. Najważniejszymi postaciami orta oyunu są dwaj protagoniści działający według zasady jedności przeciwieństw (podobieństwo do Hacivata i Karagöza w teatrze cieni Karagöz) - pretendujący do przedstawiciela wyższych sfer aranżer i przewodnik spektaklu Pişekâr oraz główny komik będący rubaszną postacią z ludu - Kavuklu. Przedstawienie składa się z kilku części: 1) curcuna - pantomima zalotnych młodzieńców - tancerzy köçek i çengi oraz błaznów curcunabaz i maşkar, 2) prolog w wykonaniu Pişekâra, 3) muhavere - dialogi Pişekâra i Kavuklu obejmujące: a) arzbar - prezentację i b) tekerleme - monolog wyliczankę Kavuklu pełną efektów onomatopeicznych i absurdu słownego, 4) fasl-ı taklit - część właściwą spektaklu z udziałem postaci drugoplanowych, 5) epilog i zaproszenie przez Pişekâra na następne przedstawienie. Najważniejszą częścią przedstawienia jest muhavere polegające na mnożeniu nieporozumień słownych Niekiedy w ramach przedstawień odbywały się solowe występy śpiewaków, tancerzy i akrobatów; typowym instrumentem muzycznym w orta oyunu był obój typu surma.
Dekoracja składała się z parawanu (yeni dünya - nowy świat, dwa krzesła i dwuskrzydłowa konstrukcja typu dükkân - kram, sklep), miejsce pracy Kavuklu i przedmiot pełniący funkcję stołu. Widownia była oddzielona od placu gry barierką i podzielona na część męską (mevki) i damską (kafes - za kratą). Za zasłoniętą kurtyną znajdowała się garderoba aktorów (sandık odâsi - pokój na kufry). Role kobiece grali mężczyźni. Artyści wstępowali do teatru już w dzieciństwie i byli kształceni według systemu mistrz-uczeń, a po okresie terminowania otrzymywali uprawnienie (pazat) do określonego emploi. Pod koniec XIX w. powstał teatr tulûat tiyatrosu (teatr improwizacji), który uważa się zdegenerowaną formę orta oyunu. Również pod koniec XIX w. pod wpływem teatru zachodnioeuropejskiego zespoły (np. Zuhuri Kolu) przeniosły się z placu na scenę i przyjmowały nazwę kumpanya (kompania). Inną formą orta oyunu była perdeli oyun - teatr z kurtyną, w którym występy odbywały się w namiocie albo scenie-podwyższeniu. Na przełomie XIX i XX w. występy köçeków uznano za niemoralne i usunięto. Wybitnymi aktorami orta oyunu byli m.in. Kavuklu Hamdi (1841-1911) i Pişekâr Kűçük İsmail (1854-1931), a ostatnim przedstawicielem tradycyjnego teatru był İsmail Dűmbűllű. Obecnie termin orta oyunu często oznacza improwizowaną grę i zespołowe przedstawienie współczesnego teatru tureckiego.